# الفقراء (قرية)
الفقراء هي قرية مغربية غرب المملكة. تنتمي قرية الفقراء لإقليم خريبكة. تضم هذه الجماعة القروية 4.211 نسمة (إحصاء 2004).